# 第一代哥本哈根市郊铁路列车
第一代哥本哈根市郊铁路列车（丹麦语：1. generations S-tog）是丹麦国家铁路下属的哥本哈根市郊铁路曾经使用的一型通勤型电力动车组，为哥本哈根市郊铁路的第一代车辆。采用动力分散式设计，存在多种编组。最大运营速度90千米/小时。由两间丹麦企业弗里克斯公司与斯堪的亚公司联合制造。斯堪的亚公司（Scandia A/S）现为丹麦庞巴迪交通 。其中，弗里克斯公司负责制造电气部分，斯堪的亚公司（Scandia A/S）负责制造包括车体在内的非电气部分。

## 历史
第一代哥本哈根市郊铁路列车于1933年投产，1934年投入运营，1962年停产。最初采用3节编组（动—拖—动），后陆续增加多种编组，并先后多次进行改装。由弗里克斯公司与斯堪的亚公司（Scandia A/S）联合制造。1978年，除一列用作旅游列车外全部退役，用作旅游列车的那一列亦于2003年退役。至1978年退出日常运营时，用以取代该型动车组的“第二代哥本哈根市郊铁路列车”已全部交付。

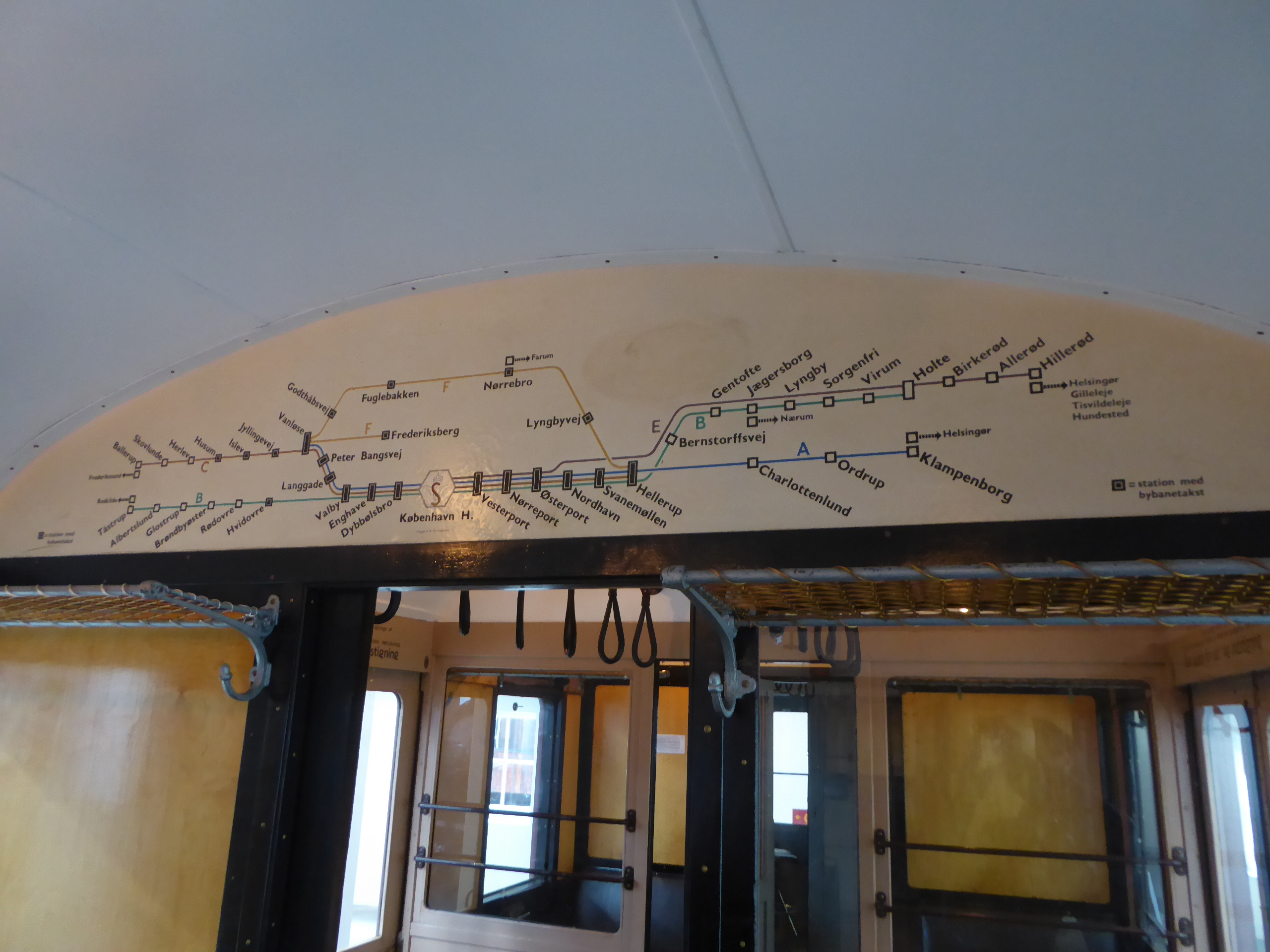
“第一代哥本哈根市郊铁路列车”车厢内部的旧版哥本哈根市郊铁路线路图